# Związek Polskich Związków Sportowych

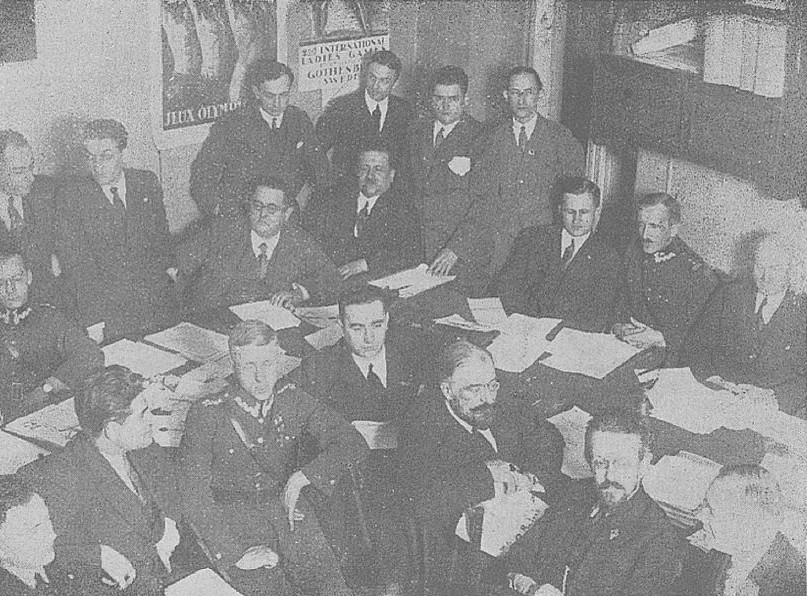
Obrady Związku Polskich Związków Sportowych w marcu 1927

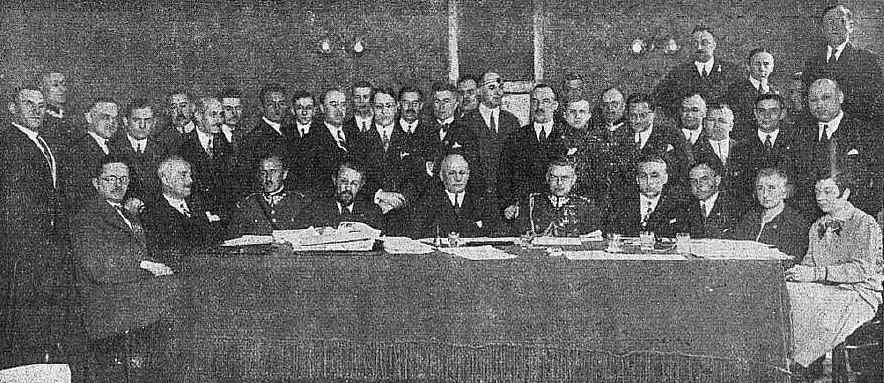
Obrady ZPZS w marcu 1928

Związek Polskich Związków Sportowych (ZPZS) – organizacja zrzeszająca związki sportowe w Polsce.
Została utworzona w 1922 przez siedem związki sportowe i uznana za najwyższą władzę sportową w kraju. ZPSZS odpowiadał za rozwój sportu amatorskiego oraz koordynację działalności związków osobnych dyscyplin. W tym charakterze prowadził współpracę z władzami państwowymi i reprezentację zagranicą. W 1925 Związek Polskich Związków Sportowych połączono z Polskim Komitetem Igrzysk Olimpijskich w ZPZS–PKOl. W 1927 walne zgromadzenie ZPZS liczyło 65 członków.
W 1948 organizacja została rozwiązana.
W 1990 doszło do reaktywacji. Ponownie ZPZS objął funkcje reprezentacyjne związków wobec władz, a także wspomagającą i kreującą program.